# Estación General Álvaro Barros
General Álvaro Barros era el nombre que recibía una estación de ferrocarril ubicada en el partido de Olavarría, provincia de Buenos Aires, Argentina.

## Servicios
La estación era intermedia del otrora Ferrocarril Provincial de Buenos Aires para los servicios interurbanos y también de carga hacia y desde La Plata y Loma Negra. No opera trenes de carga desde 1968. Actualmente la estación desapareció en donde solo quedan escombros.